# Mojaviodes
Mojaviodes és un gènere monotípic d'arnes de la família Crambidae. La seva única espècie, Mojaviodes blanchardae es troba a Amèrica del Nord, on s'ha registrat a Texas.
La seva envergadura es de 16 mm.